# Meunieriella insignis
Meunieriella insignis är en tvåvingeart som beskrevs av Tavares 1922. Meunieriella insignis ingår i släktet Meunieriella och familjen gallmyggor. Inga underarter finns listade i Catalogue of Life.